# 行事所
行事所（ぎょうじしょ）は、古代日本の宮廷組織。9世紀中頃に大嘗祭（だいじょうえ）などに現れ、徐々に恒常・臨時を問わず様々な行事に設けられた機能性を重視したプロジェクトチームであり、必要な物資の調達を含む行事事務全般を取り仕切る。上卿1名、弁官、史からなるのが一般的。
上卿は太政官機構を経由せずに、必要に応じて摂関の指示を仰ぎ、蔵人や殿上弁を通じて天皇への奏上を行った。
10世紀後半からはこの行事所が、独自の経済基盤として、召物を諸国から徴収するようになり、朝廷諸行事執行の重要な柱となっている。
以上は平安時代の行事所であるが、現在でも大きな神社などの行事には行事所が置かれたり、「役」となったりしている。